# Naturskov
En naturskov er en skov som enten ligger urørt hen eller drives med hensyntagen til biodiversiteten eller som drives med gamle driftsformer som plukhugst, stævningsskov eller græsningsskov. Det kan være skov hvor træerne genetisk stammer fra træer, der naturligt er indvandret til voksestedet. En urskov er således også en naturskov, men hvis urskoven fældes, og en ny skov vokser op af sig selv, er der ikke længere tale om urskov, selv om træerne måske bliver flere hundrede år gamle. Men skoven er stadig en naturskov. Man bruger begrebet naturskov om skove, der er for menneskepåvirkede til, at skoven kan kaldes for urskov.

## Urørt skov
Urørt skov findes, hvor naturskoven får lov at udvikle sig uden menneskelig indblanding. Derved forventer man, at skoven med tiden får en sammensætning og et helhedspræg, som stemmer overens med den naturlige biotop, løvskov. Urørt skov skal ifølge Naturstyrelsen som udgangspunkt passe sig selv, og skovhugst, færdsel med maskiner, sprøjtning, gødskning og jordbearbejdning samt fjernelse af træer og dødt ved er forbudt. Der kan forekomme naturpleje for at gavne biodiversitet, afgræsning med dyr for at opnå særlige naturtyper, fjernelse af invasive arter og friluftsliv. 
Men man kender eksempler på skove, som har været urørte i 700 år, uden at de har fået en sammensætning og et helhedspræg som urskov. Dette skyldes, at de fleste træer dør ved 250 års-alderen, og de tilbageværende træer dør, når hele skoven omkring dem dør. Derfor kræves der mange trægenerationer til at opnå en skov med flere forskellige aldersklasser, ligesom i urskoven.

## Udpegning
26. oktober 2021 udpegede miljøministeriet, som en del af Natur- og biodiversitetspakken fra december 2020, 385 nye urørte skove med et samlet areal på 30.000 hektar, til godt 55.000 hektar. Der er tale om statsskov, og det er mere end en fordobling af urørt skov i Danmark. For ikke brat at afbryde forsyningerne til savværkerne vil der være en overgangsordning på seks til ti år. Da områderne hidtil har været opdyrket som produktionsskov vil der ske en naturgenopretning hvor der blive fjernet og solgt en del af de ikke-hjemmehørende træer. Målet er at nå op på et samlet areal i Danmark på op imod 75.000 hektar urørt skov.

### Udpegning 2018
22. januar 2018 meddelte VLAK-regeringen at 13.300 hektar fordelt på 45 skove rundt omkring i Danmark vil forvandlet til enten urørt skov eller anden biodiversitetsskov, som en del af Naturpakken, som Regeringen Lars Løkke Rasmussen II og Dansk Folkeparti indgik i 2016. Arealet er fordelt på 6.700 hektar urørt løvskov, godt 3.300 hektar urørt nåletræsplantage og godt 3.300 hektar anden biodiversitetsskov. Der var i første omgang tale om en indfasning på 10 år for løvskov og 50 år for nåleskov, en periode hvor der stadig vil være skovhugst. 

I juni 2020 vedtog den socialdemokratiske regering sammen med dens støttepartier, at stoppe den kommercielle træfældning i de udpegede urørte skove. Samtidig vedtog man at udlægge mindst 6.000 ha ny urørt skov, som udpeges i løbet af 2020.
| Citat                      | Vi står midt i en naturkrise, og der er brug for mere urørt skov og vild natur på naturens præmisser. Derfor stopper vi nu den kommercielle motorsav med det samme i 32 statsejede skove, som allerede er udpeget til at være urørte. | Citat |
| Miljøminister Lea Wermelin | |       |

- I urørt skov må der hverken være skovdrift eller fjernes dødt ved, men der foretages fældning af træer der er til gene for trafikken, friluftslivet, fortidsminder eller udgør en sikkerhedsrisiko, og der foretages naturpleje for at gavne biodiversiteten, ligesom der må bekæmpes invasive arter. Skovene vil være åbne for borgernes friluftliv.
- I anden biodiversitetsskov må der gerne være en træproduktion men hovedformålet på arealet er biodiversitet. Ved fældning skal der minimum efterlades 15 ældre træer pr. ha til naturligt henfald og død. Her er også åbent for frilufstliv, og naturpleje som i urørt skov.[11]

### Udpegede områder
| Urørt løvskov - Rold Skov 297 ha urørt løvskov - Skindbjerglund 42 ha (urørt løvskov) - Silkeborg, Sønderskov 168 ha (urørt løvskov) - Fussingøskovene/Indskovene 332 ha (urørt løvskov) - Ørnbjerg Mølle 60 ha (urørt løvskov) - Stanghede og Inderø Skov 68 ha (urørt løvskov) - Draved Skov 35 ha (urørt løvskov) - Stagsrode Skov 198 ha (urørt løvskov) - Sønder Stenderup Nørreskov 196 ha (urørt løvskov) - Augustenborg Skov 15 ha (urørt løvskov) - Gråsten Dyrehave 85 ha (urørt løvskov) - Søgård Skov 152 ha (urørt løvskov) - Pamhule Skov 101 ha (urørt løvskov) - Ulvshale Skov 14 ha (urørt løvskov) - Pinseskoven 178 ha (urørt løvskov) - Nejede Vesterskov 59 ha (urørt løvskov) - Store Dyrehave 110 ha (urørt løvskov) Urørt nåletræsplantage - Læsø Klitplantage 749 ha skov (urørt nåletræsplantage) - Skagen Klitplantage 859 ha (urørt nåletræsplantage) - Svinkløv Klitplantage 498 ha (urørt nåletræsplantage) Anden biodiversitetsskov - Livø 67 ha skov (anden biodiversitetsskov) - Velling Skov 171 ha (anden biodiversitetsskov) - Odderholm 11 ha (anden biodiversitetsskov) - Klostermølle 11 ha (anden biodiversitetsskov) - Ajstrup Strand (ved Hadsund) 9 ha (anden biodiversitetsskov) - Rydhave Skov 22 ha (anden biodiversitetsskov) - Mønsted Kalkgruber faktaark på nst.dk 14 ha (anden biodiversitetsskov) | - Lindet Skov 171 ha (anden biodiversitetsskov) - Halskov Vænge 5 ha (anden biodiversitetsskov) - Store Klinteskov 152 ha urørt løvskov og 12 ha anden biodiversitetsskov - Hammersholm og Slotslyngen 84 ha (anden biodiversitetsskov) - Charlottenlund Skov 61 ha (anden biodiversitetsskov) - Rude Skov 317 ha (anden biodiversitetsskov) Blandet - Silkeborg, Nordskov, Kobskov og Vesterskov 256 ha skov urørt løvskov og 185 ha anden biodiversitetsskov - Almindingen 281 ha urørt løvskov og 102 ha anden biodiversitetsskov - Jægersborg Hegn m.fl. 259 ha urørt løvskov og 249 ha anden biodiversitetsskov - Bidstrupskovene 317 ha urørt løvskov og 297 ha anden biodiversitetsskov - Myrdeskov 56 ha (anden biodiversitetsskov) - Boserup Skov 111 ha urørt løvskov og 84 ha anden biodiversitetsskov - Arresødal Skov 43 ha urørt løvskov og 8 ha anden biodiversitetsskov - Tisvilde Hegn 1.202 ha urørt løvskov og 433 ha anden biodiversitetsskov - Gribskov 2111 ha urørt løvskov og 826 ha anden biodiversitetsskov - Hellebæk Skov, Teglstrup Hegn 316 ha urørt løvskov og 160 ha anden biodiversitetsskov - Gurre Vang og Horserød Hegn 72 ha urørt løvskov og 25 ha anden biodiversitetsskov - Farumskovene m.fl. 933 ha urørt løvskov og 190 ha anden biodiversitetsskov |

## Løvskov
Denne biotop var den dominerende i Danmark, indtil landbruget satte sit præg på naturen. Der findes endnu enkelte smårester på steder, som er så stejle eller på anden måde utilgængelige, at der kun har været drevet meget ekstensiv skovdrift på dem.
Det er karakteristisk for den naturprægede skov, at den består af mange arter, at individerne inden for disse arter står med stor indbyrdes afstand, og at træerne findes i alle aldersgrupper. Det skyldes, at biotopen også rummede det sidste led i skovens succession, hvor de gamle kæmpetræer vælter og skaber større eller mindre lysninger.
Der er endnu to forhold, som har gjort den helt naturlige løvskov anderledes end nutidens dyrkede skov. Det ene har med vandet at gøre. Forskerne er enige om, at vore skove var fyldt med vandlidende områder, dvs. sumpede områder med dele, der blev oversvømmet hvert forår. Det er et ret sent fænomen, at skovfolkene har drænet skovparterne og skabt fast bund i skoven. Også dette meget våde miljø har præget løvskoven, sådan at der har været åbne eller tyndt bevoksede partier i den.
Det sidste – og måske afgørende – er de store græssere: bison, urokse, elsdyr, kronhjort. Alle er enige om, at husdyrenes græsning i skovene igennem mange århundreder gjorde dem åbne og bidrog til, at der blev skabt store, vedvarende lysninger. Derimod har det været overset, hvad der var de vilde drøvtyggeres virkning. Man har baseret vores viden om skovene på pollenfund i skovmoserne, men det er blevet glemt, at de bibestøvede planter ikke sender særlig meget pollen ud i søer og moser. Eksempelvis har man kun ganske få fund af pollen fra slåen (Prunus spinosa) i moserne, selv om man ved fra gravgaver i bronzealderens gravgaver, at buskene har været der hele tiden.
Derfor er synet på vore løvskove ved at blive ændret i disse år. Der er ved at være enighed om, at den dystre, sammenhængende urskov ikke er det rigtige billede af en naturlig, dansk løvskovbiotop. Man må i stedet se skove for sig med store partier af overdrevsagtig karakter, foruden helt nøgne sletter. Vinden har meget stor betydning for skovens udvikling, da urskovens træer bliver meget høje og tynde og derfor nemt vælter i en orkan. Men den almindelige stride blæst virker udtørrende både på træerne og på jorden, så hvis træerne bliver for bare forneden, suser blæsten ned på skovbunden, så denne udtørres, og træerne får derved nemt tørkeskader.

## I fremtiden
Før istiderne var Danmark dækket af nåleskov, og uden menneskets indblanding ville ædelgran med tiden indvandre til Danmark, da det kun er en indavlsdepression, som har forhindret den i at brede sig fra Tyskland. Det vil sige, at den urskov af løvtræer, som fandtes i Danmark i oldtiden, en dag ville forsvinde og afløses af en nåleskov, hvis mennesket ikke havde fældet urskoven. De kun 8.000 år med urskov er for kort tid til, at urskoven kan udvikle en stabil tilstand, hvor nye indvandrertræer ikke kan forandre hele økosystemet.
Med menneskets indførsel af en mere tilpasningsdygtig ædelgran fra Syditalien og douglasgran fra Nordamerika vil den urørte naturskov ende som en nåleskov, medmindre man foretager en lugning. Men hvis man luger, er der ikke meget urørt tilbage ved den urørte skov. Et særligt problem er Fugle-Kirsebær, som er en indført plante, og ær som havde sin nordgrænse ved Vejle Fjord og Sydfyn, men som i dag er udbredt i hele landet. Taks fandtes oprindeligt kun ved Vejle Fjord, men findes i dag i de fleste løvskove.

## Vegetation i dansk naturskov
| Træarter Pionerarter - Ask - Almindelig røn - Bævreasp - Dunbirk - Gråpil - Rødel - Skovfyr - Vortebirk Bestandtræer - Ask - Bøg - Småbladet lind - Stilkeg - Storbladet elm Naturaliserede arter - kun oprindelige i dele af landet - Avnbøg - Kristtorn - Taks - Spidsløn - Vintereg Naturaliserede arter - Fuglekirsebær fra Kaukasus via Sydeuropa - Ær fra Tyskland | Buske Høje buske (over 2 m) - Hassel - Almindelig hvidtjørn - Almindelig hyld - Druehyld - Femhannet pil (og flere andre arter af Pil) - tørst Lave buske (under 2 m) - Blåbær - Hedelyng - Mosepors - Purpurpil - Øret pil Lianer - Humle (måske indført?) - Vedbend - Ægte kaprifolie Græsser (og græslignende) - Akselblomstret star - Kæmpesvingel - Mosebunke - Nikkende flitteraks - Skovbyg - Skovstar - Stor frytle | Stauder - Almindelig bingelurt - Almindelig engelsød - Almindelig guldstjerne - Almindelig mangeløv - Strudsvinge - Blå anemone - Gul anemone - Hulkravet kodriver - Hulrodet lærkespore - Hvid anemone - Kratviol - Krybende læbeløs - Liljekonval - Ramsløg - Skovfladbælg - Skovjordbær - Skovløg - Skovmærke - Skovstjerne - Skovstorkenæb - Skovsyre - Stor fladstjerne - Stor konval |

## Danske naturskove
- Bolderslev og Uge Skov.[59] Med et areal på 157 ha er dette en af Danmarks største naturskove.
- Suserup Skov[60]

### Urørt skov
Følgende skove får lov til at ligge urørt hen:
- Dele af Dyrehaven i Gråsten: Hingstbjerg
- Kruså Skov
- Rise Skov arealet
- Ulvekule ved Vestersøen
- Arealet Øen tæt på Nymølle
- Dele af Sandkule

Østligst i Jonstrup Vang nord for København ligger "Madses Bakke" der er administrativt fredet pga. sin forekomst af gamle småbladet lind der måske er efterkommere af den oprindelige danske bestand af småbladet lind i den atlantiske varmetid. Området er måske et af de ældste områder med urørt skov i Danmark.

### Beskyttede skove
Beskyttede skove, også kaldet B-skove, er en betegnelse fra Naturstyrelsen for skove, der er udlagt som særligt beskyttede arealer.
- Lambjerg Indtægt ved Høruphav
- Sønderskoven syd for vejen mellem Sønderborg og Høruphav
- Bolderslev skov
- Frøslev Mose
- Den sydlige del af Frøslev Plantage syd for kommunevejen Pluskærvej